# Alejandro Calva
Alejandro Calva (Ciudad de México, 31 de mayo de 1968) es un actor mexicano. 

## Carrera
Comenzó su carrera a los ocho años haciendo teatro clásico en la televisión. Graduado de la Escuela de Artes "Frida Kahlo" y del Departamento de Drama de la Universidad Nacional Autónoma de México, ha ganado muchos premios por su trabajo histriónico.[cita requerida]
Ganó un premio al Mejor Actor en 1999, por su imagen de Oscar Wilde sobre la producción mexicana de la sensación de Broadway Gross Indecency. Es miembro fundador de la Academia Mexicana de Arte Teatral (AMATAC). También aparece en la serie Señora Acero como Miguel Quintanilla, el líder del cartel de Jalisco.[cita requerida]
Un referente indiscutible entre los actores mexicanos.[cita requerida]
Ha trabajado con los directores de teatro más reconocidos de la escena nacional en diversos proyectos, entre los que destacan: “Actos Indecentes” de Moisés Kaufman, en donde recibe el reconocimiento de la A.M.C.T. como el mejor actor de 1998 por su interpretación de Oscar Wilde; la comedia musical “Los Productores” producida por OCESA en 2006; con “The Pillowman” recibe de la A.P.T. el premio al mejor actor de comedia en 2008.[cita requerida]
En cine destaca su nominación al Premio Ariel como mejor actor por la cinta “Manos Libres”; también participa en “Backyard” de Sabina Berman, dirigida pos Carlos Carrera; es Francisco Villa en la película “Chicogrande” dirigido por Felipe Cazals; y se suma al elenco de la multipremiada cinta "El Infierno” dirigida por Luis Estrada y en 2015 participa en "The Chosen" al lado de Julian Sands, Henry Goodman, Hanna Murray interpretando a Siqueiros. [cita requerida]
En 2018 gracias al apoyo de los actores socios de la ANDA es elegido como Secretario de Trabajo y Conflictos de la Asociación Nacional de Actores, es también director de Teatro y TV y maestro.[cita requerida]

## Filmografía

### Televisión
- Lalola (2024) — Esposo[1]
- Ojitos de huevo (2023-2024) - Genovevo[2] [3]
- El maleficio (2023-2024) — Padre Cayetano Oseguera[4]
- El Mantequilla: Maestro de la estafa (2023) — Botello[5]
- El príncipe del barrio (2023) — Invitado[6]
- El Junior: El Mirrey de los Capos (2023) — Victorino Rentería[7]
- Viaje al centro de la Tierra (2023) — Hans[8]
- La mujer del diablo (2022-2023) — Felipe Marín 'Jonás'[9][10]
- S.O.Z: Soldados o Zombies (2021) — Cesar Contreras[11]
- Historia de un crimen: La búsqueda (2020) — Miguel Gonzales[cita requerida]
- Vecinos (2020) — Hojalatero[cita requerida]
- Doña Flor y sus dos maridos (2019) — como Octavio Mercader Serrano[cita requerida]
- El recluso (2018) — La Foca[cita requerida]
- José José, el príncipe de la canción (2018) — Toño Camacho[cita requerida]
- Despertar contigo (2016-2017) — Rafael Reyna.[cita requerida]
- El Vato (2016) — Don Jesus Duran 'Chucho'[cita requerida]
- Hasta que te conoci (2016) — Enrique Okalura RCA[cita requerida]
- Burócratas (2016) — Sub-Delegado[cita requerida]
- Señora Acero (2014-2015) — Miguel Quintanilla[cita requerida]
- El Mariachi (2014) – Don Héctor
- Lynch (2012) — Javier.[cita requerida]
- El Albergue (2012) — Arnulfo[cita requerida]
- La Mariposa (2012) — El General Vásquez.[cita requerida]
- La Reina del Sur (2011-presente) — César Güemes 'Batman'[12]
- Cuando me enamoro (2010-2011) — Manríquez.[cita requerida]
- Los héroes del norte (2010) — Don Pascasio Bernal[cita requerida]
- Gritos de muerte y libertad (2010) - Miguel Bataller y Vasco.[cita requerida]
- Los simuladores (2008) — López.[cita requerida]
- Un gancho al corazón (2008-2009) — Andrés Rivadeneira.[cita requerida]
- ¿Y ahora qué hago? (2007) — Gerard.[cita requerida]
- Muchachitas como tú (2007) — Abel.[cita requerida]
- Corazón partido (2005) — Tanque.[cita requerida]
- Mujer de madera (2004-2005) — Clemente Rebollar.[cita requerida]
- Las vías del amor (2002-2003) — Edmundo Larios.[cita requerida]
- Así son ellas (2002) — Dr. de Dalia.[cita requerida]
- La intrusa (2001) — Padre Chema.[cita requerida]
- Amigas y rivales (2001) — Jorge.[cita requerida]
- Locura de amor (2000) — como Israel.[cita requerida]

## Cine
- Amalgama (2021) — Omar
- Sacúdete Las Penas (2018) — Martín del Campo
- Una mujer sin filtro (2018) — Leonardo
- El elegido (2016) — Siqueiros
- Una última y nos vamos (2015) — Comandante Reyes
- Cantinflas (2014) — Jacques Gelman
- La otra familia (2011) — Padre Thomás.
- El infierno (2010) — comandante Mancera.
- Chico-Grande (2010) — Drogadicto
- El atentado (2010) — ministro del gabinete de Porfirio Díaz.
- Viento en contra (2010) — Juan Manuel Orta.
- Sin ella (2010) — Simón.
- Chicogrande (2010) — Francisco Villa.
- Paradas continuas (2009) — Profesor Carranco.
- Backyard: El traspatio (2009) — Comandante.
- El vengador (2008)
- Conozca la cabeza de Juan Pérez (2008) — Domador.
- Malos hábitos (2007) — Dr. Sensato.
- Los secretos de Göring (2006) — Federico Göring.
- La niña en la piedra (2006) — Fidel.
- Manos libres: nadie te escucha (2005) — Rodrigo Díaz.
- Zapata: El sueño del héroe (2004) — Gilgerdo Magaña.
- Mezcal (2004) — Vendedor de niños.
- Pachito Rex - Me voy pero no del todo (2001)
- Dollar Mambo (1993) - Soldado.
- El huésped (1992)

## Teatro
- Siete Veces Adiós, como Lamore.
- The Hole Show. El agujero
- La pareja dispareja
- Los corderos
- The Pillowman
- Los productores
- Las obras completas de William Shakespeare
- Actos indecentes